# Вингели
Вингели, Венгозеро — озеро на территории Амбарнского сельского поселения Лоухского района Республики Карелии.

## Общие сведения
Площадь озера — 18,9 км², площадь водосборного бассейна — 168 км². Располагается на высоте 88,8 м над уровнем моря.
Форма озера лопастная: озеро состоит из нескольких плёсов, некоторые из которых носят названия: озеро Рикка (северный плёс), губа Коушман (Шоугулакша) (южный плёс). Берега изрезанные, каменисто-песчаные, местами заболоченные.
С запада в Вингели впадают реки Киржева и Матаоя, несущие воды из нескольких небольших ламбин. Из северной части Вингели, озера Рикка, вытекает река Нива, впадающая в озеро Кереть, из которого берёт начало река Кереть, впадающая в Белое море.
В озере более двух десятков безымянных островов различной площади, однако их количество может варьироваться в зависимости от уровня воды.
Код объекта в государственном водном реестре — 02020000711102000002132.